# Витиньо (футболист, 1993)
Ви́ктор Вини́сиус Коэ́льо дос Са́нтос (порт.-браз. Victor Vinícius Coelho dos Santos; род. 9 октября 1993, Рио-де-Жанейро), более известный как Вити́ньо (порт.-браз. Vitinho) — бразильский футболист, нападающий и полузащитник клуба «Коринтианс».

## Биография
Родился 9 октября 1993 года в неблагополучном районе Рио-де-Жанейро. Начал заниматься футболом в раннем возрасте в родном городе Рио-де-Жанейро. В 14 лет, в секции, в которой он числился, ему было предложено заканчивать с футболом из-за маленького роста. Тогда отец Витиньо пристроил сына в команду «Аудакс Рио», где он спустя четыре года и был замечен скаутами «Ботафого».

## Клубная карьера

### «Ботафого»
В 2011 году Витиньо заключил однолетний контракт с «Ботафого», который спустя год был продлён на пять лет. Дебютировал за клуб 23 апреля того же года в матче Лиги Кариока с «Боавистой» (2:5), в котором отметился забитым мячом. Но такое, относительно удачное начало карьеры в клубе, не помогло футболисту закрепиться в основной команде «фогао» и следующие два года игрок провёл в «молодёжке», сыграв за этот период лишь в одном матче «основы».
В 2013 году Витиньо вернулся в «основу» и помог своему клубу выиграть Лигу Кариока, забив на турнире пять мячей в пятнадцати проведённых матчах. В бразильской Серии A игрок дебютировал 26 мая, в матче с «Коринтиансом» (1:1), а первый гол забил спустя 11 дней, в ворота команды «Баия».

### ЦСКА (Москва)
Уверенная игра Витиньо не осталась незамеченной в Европе. В середине августа игроком заинтересовались сразу четыре клуба: турецкий «Галатасарай», украинский «Шахтёр», португальский «Порту» и российский ЦСКА. Самым расторопным в этой борьбе оказался именно московский ЦСКА, а также сам футболист выбрал Россию, как место продолжения своей карьеры. По сообщениям бразильской прессы, «армейцы» согласились заплатить за Витиньо сумму отступных, прописанных у него в контракте, а именно 10 миллионов евро. 27 августа игрок отправился в Германию на прохождение медосмотра. 2 сентября трансфер был официально подтверждён. Контракт рассчитан на пять лет.
Зимой 2017 года вернулся в ЦСКА. В августе того же года, в рамках чемпионата России 2017/18 забил победный гол в ворота московского «Спартака» и помог команде вырвать победу на 85 минуте. 12 сентября забил гол в ворота португальской «Бенфики» с пенальти (2:1) в гостевом матче Лиги чемпионов. В её ворота он забил и 22 ноября в ответном матче, однако из-за рикошета забитый мяч был засчитан как автогол Жардела. 5 декабря открыл счёт в игре с «Манчестер Юнайтед» (1:2), однако армейцам не удалось удержать победный счёт. В последний раз за ЦСКА Витиньо сыграл 27 июля 2018 года в матче за Суперкубок России против «Локомотива». Он помог команде выиграть этот трофей. На следующий день пресс-служба московского клуба объявила об уходе игрока.

#### Аренда в «Интернасьонал»
Проведя за ЦСКА 15 матчей (10 — в сезоне 2013/14 и 5 — в 2014/15) и забив 1 гол (в ворота «Торпедо» 2 августа 2014 года), в январе 2015 Витиньо был отдан в аренду в «Интернасьонал» до конца года. В дебютном матче оформил дубль в ворота «Сан-Жозе» в рамках Лиги Гаушу. 18 марта 2015 года, забив гол в Кубке Либертадорес в ворота «Эмелек», спас свою команду от поражения (1:1). В заключительных турах чемпионата Бразилии в 6 матчах забил 6 голов, что позволило ему занять седьмую строчку в гонке бомбардиров (11 голов). Благодаря успешной игре Витиньо, «Интернасьонал» продлил его аренду до конца 2016 года, а сам игрок продлил контракт с ЦСКА до 2020 года.
Второй сезон за «Интернасьонал» для Витиньо начался с повреждения в матче с «Пасу-Фунду», из-за которого он не смог продолжить игру и был вынужден покинуть поле. От травмы оправился спустя месяц, выйдя на матч против «Сан-Паулу» из Риу-Гранди в чемпионате штата Риу-Гранди-ду-Сул (Лига Гаушу). Всего в данном турнире провёл 13 матчей, забив 4 гола, а также завоевал вместе с командой второй для себя трофей. 19 июня 2016 года в матче против «Фигейренсе» оформил дубль, но это не спасло его команду от поражения (2:3).

### «Фламенго»

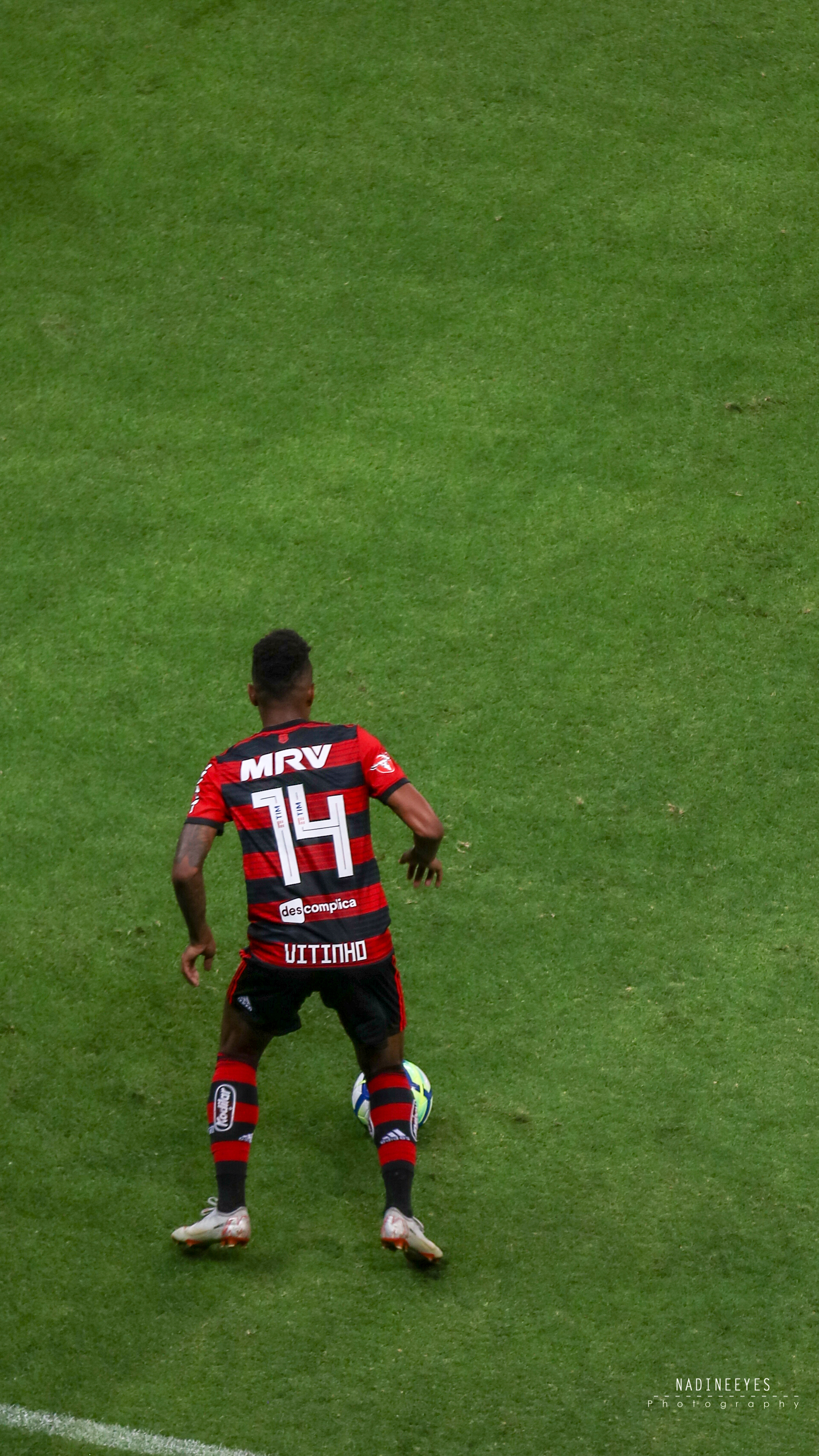
Витиньо в составе «Фламенго»

28 июля 2018 года Витиньо вернулся в Бразилию, заключив четырёхлетний контракт с клубом «Фламенго». «Красно-чёрные» заплатили за трансфер футболиста 10 миллионов евро. ЦСКА сохранил за собой право на процент от перепродажи бразильца. Если «Фламенго» продаст его дороже суммы, за которую подписал, москвичи получат 10-15 % от прибыли. Также российский клуб может заработать ещё 2 миллиона евро в виде бонусов, если игрок проведёт больше половины матчей за бразильскую команду в следующем сезоне. 5 августа провёл свой дебютный матч за «красно-чёрных», в котором бразильский клуб проиграл «Гремио» (0:2) в рамках 17-го тура национального чемпионата. Нападающий провёл на поле 69 минут, после чего был заменен. 6 сентября в матче 23-го тура против «Интернасьонала» (1:2) забил свой первый гол. Витиньо на 57-й минуте пробил из-за пределом штрафной и мяч от перекладины эффектно отскочил за линию ворот. Гол бразильца позволил сравнять счёт, однако через 2 минуты «Интернасьонал» вновь вышел вперёд и в итоге победил. Во «Фламенго» Витиньо видели не только сменщиком Винисиуса Жуниора, отправившегося в мадридский «Реал», но и новой звездой команды, да и всего чемпионата. На форварда, который не сталкивался с такими высокими ожиданиями в России, обрушилось огромное давление. Нападающий пришёл в команду, возглавляемую молодым, но весьма перспективным тренером Маурисиу Барбьери. И на тот момент клуб находился в неплохой форме, шёл в лидерах и мечтал о чемпионстве. Но, как это случается с командой уже не первый год, в середине сезона игра разладилась. «Фламенго» не выдержал график с матчами в середине недели и потихоньку стал отставать от лидеров. Первые матчи Витиньо пришлись как раз на период кризиса. Футболиста встречали овациями на «Маракане» почти 60 тысяч болельщиков, а через месяц они же просили убрать его из команды. За первые 14 матчей он забил всего один гол. Вскоре бразилец и вовсе сел на скамейку запасных. Через месяц клуб уволил Барбьери и назначил более опытного специалиста Доривала Жуниора. Смена тренера помогла нападающему не только в моральном плане. Доривал немного изменил тактическую схему. «Стервятник» заиграл в 4-3-2-1, и атакующим с флангов футболистам, Витиньо и Эвертону Рибейру, доставалось меньше оборонительной работы. Они смогли свободнее и агрессивнее действовать в атаке. Спустя всего три недели после ужасного матча с «Атлетико Минейро» форвард стал одним из лучших в игре против «Флуминенсе» (3:0), в которой отдал две голевые передачи. Всего же в последних четырёх матчах чемпионата он сделал четыре голевые передачи и забил гол.
Вместе с командой 23 ноября 2019 года стал обладателем Кубка Либертадорес. Также помог своей команде выиграть чемпионат штата и чемпионат Бразилии.

## В сборной
30 августа 2014 года Витиньо получил вызов на тренировочный сбор олимпийской сборной Бразилии, проходивший с 1 по 10 сентября. 4 сентября Бразилия встретилась с Катаром (4:0). Витиньо вышел на замену на 56-й минуте под номером 14, и успел нанести опасный удар со штрафного на 78-й минуте. 28 марта 2015 года в товарищеском матче со сборной Парагвая (4:1) оформил дубль и отдал голевой пас.

## Манера и стиль игры
Будучи игроком «молодёжки» «Ботафого», Витиньо чаще всего играл центрфорварда. Выступая в «основе» «фогао», чаще всего располагался на флангах полузащиты (преимущественно на левом), а также, периодически «под нападающим». Обладает хорошим дриблингом, скоростью и мощным поставленным ударом.

## Клубная статистика
По состоянию на 14 февраля 2021 года
| Выступление      | Выступление      | Выступление      | Чемпионат | Чемпионат | Кубки | Кубки | Конт. | Конт. | Прочие | Прочие | Итого | Итого |
| Клуб             | Лига             | Сезон            | Игры      | Голы      | Игры  | Голы  | Игры  | Голы  | Игры   | Голы   | Игры  | Голы  |
| ---------------- | ---------------- | ---------------- | --------- | --------- | ----- | ----- | ----- | ----- | ------ | ------ | ----- | ----- |
| Ботафого         | Серия A          | 2011             | 0         | 0         | 0     | 0     | 0     | 0     | 1      | 1      | 1     | 1     |
| Ботафого         | Серия A          | 2012             | 0         | 0         | 1     | 0     | 0     | 0     | 1      | 0      | 2     | 0     |
| Ботафого         | Серия A          | 2013             | 16        | 4         | 7     | 1     | 0     | 0     | 15     | 5      | 38    | 10    |
| Ботафого         | Итого            | Итого            | 16        | 4         | 8     | 1     | 0     | 0     | 17     | 6      | 41    | 11    |
| ЦСКА (Москва)    | Премьер-лига     | 2013/2014        | 10        | 0         | 3     | 0     | 5     | 0     | 0      | 0      | 18    | 0     |
| ЦСКА (Москва)    | Премьер-лига     | 2014/2015        | 5         | 1         | 0     | 0     | 0     | 0     | 1      | 0      | 6     | 1     |
| ЦСКА (Москва)    | Премьер-лига     | 2016/2017        | 13        | 6         | 0     | 0     | 0     | 0     | 0      | 0      | 13    | 6     |
| ЦСКА (Москва)    | Премьер-лига     | 2017/2018        | 30        | 10        | 0     | 0     | 16    | 2     | 0      | 0      | 46    | 12    |
| ЦСКА (Москва)    | Премьер-лига     | 2018/2019        | 0         | 0         | 0     | 0     | 0     | 0     | 1      | 0      | 1     | 0     |
| ЦСКА (Москва)    | Итого            | Итого            | 58        | 17        | 3     | 0     | 21    | 2     | 2      | 0      | 84    | 19    |
| → Интернасьонал  | Серия A          | 2015             | 33        | 11        | 3     | 1     | 4     | 1     | 9      | 2      | 49    | 15    |
| → Интернасьонал  | Серия A          | 2016             | 28        | 8         | 3     | 0     | 0     | 0     | 16     | 6      | 47    | 14    |
| → Интернасьонал  | Итого            | Итого            | 61        | 19        | 6     | 1     | 4     | 1     | 25     | 8      | 96    | 29    |
| Фламенго         | Серия A          | 2018             | 21        | 3         | 0     | 0     | 2     | 0     | 0      | 0      | 23    | 3     |
| Фламенго         | Серия A          | 2019             | 25        | 5         | 0     | 0     | 8     | 1     | 0      | 0      | 33    | 6     |
| Фламенго         | Серия A          | 2020             | 29        | 2         | 3     | 0     | 9     | 0     | 5      | 1      | 46    | 3     |
| Фламенго         | Итого            | Итого            | 75        | 10        | 3     | 0     | 19    | 1     | 5      | 1      | 102   | 12    |
| Всего за карьеру | Всего за карьеру | Всего за карьеру | 210       | 50        | 19    | 2     | 44    | 4     | 49     | 15     | 322   | 71    |

## Титулы и достижения
Командные
- Чемпион штата Рио-де-Жанейро (4): 2013, 2019, 2020, 2021
- Чемпион штата Риу-Гранди-ду-Сул (2): 2015, 2016
- Чемпион Бразилии (2): 2019, 2020
- Вице-чемпион Бразилии (1): 2018
- Обладатель Суперкубка Бразилии (2): 2020 (не играл), 2021
- Чемпион России (1): 2013/2014
- Серебряный призёр чемпионата России (2): 2016/17, 2017/18
- Обладатель Суперкубка России (2): 2014, 2018
- Обладатель Кубка Либертадорес (1): 2019
- Финалист Кубка Либертадорес (1): 2021
- Обладатель Рекопы Южной Америки (1): 2020

Личные
- Лучший футболист месяца чемпионата России по футболу — май 2017[значимость?]